# Bahnhof Lissabon Braço de Prata

Der Bahnhof Lissabon Braço de Prata ist ein Eisenbahnknotenpunkt im Nordosten der portugiesischen Hauptstadt Lissabon in der Freguesia Marvila, an der Linha do Norte zwischen dem Hauptbahnhof Santa Apolónia und der Gare do Oriente, dem wichtigsten Fernbahnhof der Stadt, gelegen. Er liegt an der Einmündung der Linha de Cintura in die Hauptstrecke nach Porto.

## Geschichte

### Eröffnung
1888 wurde die Linha de Cintura von Campolide nach Braço de Prata geführt. Damit wurde die Linha de Sintra mit der Linha do Norte verbunden. Zur selben Zeit folgte der Bau des Bahnhofs, welcher 1902 mit einem elektrischen Signalsystem namens Barbosa ausgestattet wurde.

### Elektrifizierung der Gleisanlagen
1957 wurden große Teile des Lissabonner Bahnnetzes elektrifiziert, darunter auch die Cintura und die Norte. Die Ausschreibung für die Elektrifizierung zwischen Braço de Prate und dem Bahnhof Rossio wurde jedoch bereits 1926 begonnen. Man rechnete damals mit einer Bauzeit von 4 bis 5 Jahren, dies aus Bewegungen, den Rossio-Tunnel von Dampflokomotiven zu befreien.

### Umsteigefunktion

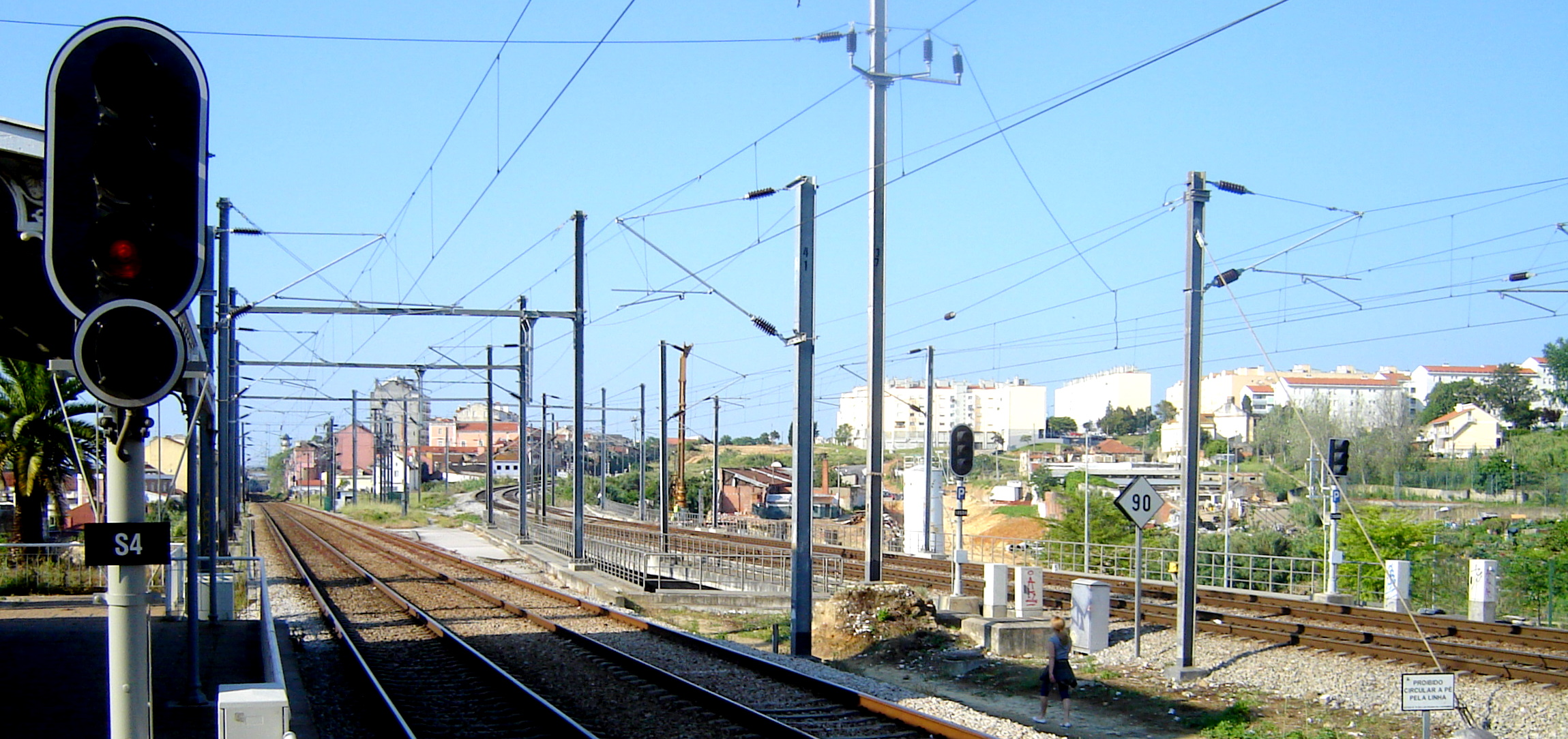
Die Trennung von Linha de Cintura und Linha do Norte

Bis zur Eröffnung der Gare do Oriente 1998 war der Bahnhof der erste Halt für Reisende aus dem Norden und er übernahm vom Rossio-Bahnhof immer mehr die Funktion des Umsteigeverkehrs von Zügen aus dem Norden auf die Vorortszüge Lissabons, auch wenn hier niemals Schnellzüge hielten. Mit der Eröffnung von Oriente übernahm dieser die Knotenpunktfunktion, auch deshalb, weil er von allen Fernverkehrszügen, die Lissabon tangieren, bedient wird.

### Heutige Bedeutung
Der Bahnhof besitzt vor allem noch eine Bedeutung für das umliegende Gelände, hier befindet sich mit dem Vale Formoso de Cima ein städtebauliches Entwicklungsgebiet, in dem sich Büros und Industriebetriebe befinden. Industriebetrieben finden sich auch an den Tejo-Docks von Poço de Bispo und Matinha.

## Zukunft
Ab 2013 wird südlich von Braço de Prata eine Abzweigung zur Terceira Travessia do Tejo (TTT) erstellt werden, einer Hängebrücke zwischen Lissabon und Barreiro, die eine Straßen- und eine Eisenbahnspur haben wird. Dabei würden die Züge aus Richtung Porto/Nordportugal den Bahnhof passieren.

## Anlage
Der Bahnhof ist viergleisig angelegt und umfasst zwei Seiten- und einen Mittelbahnsteig. Die zwei dem Tejo zugewandten Gleise gehören zur Linha do Norte, die anderen beiden, gen Westen gelegenen Gleise zur Linha de Cintura. Die Vereinigung der beiden Linien ist erst nach dem Bahnhof angelegt, eine Weichenverbindung zwischen den beiden Linien südlich des Bahnhofes existiert nicht.

## Verkehr

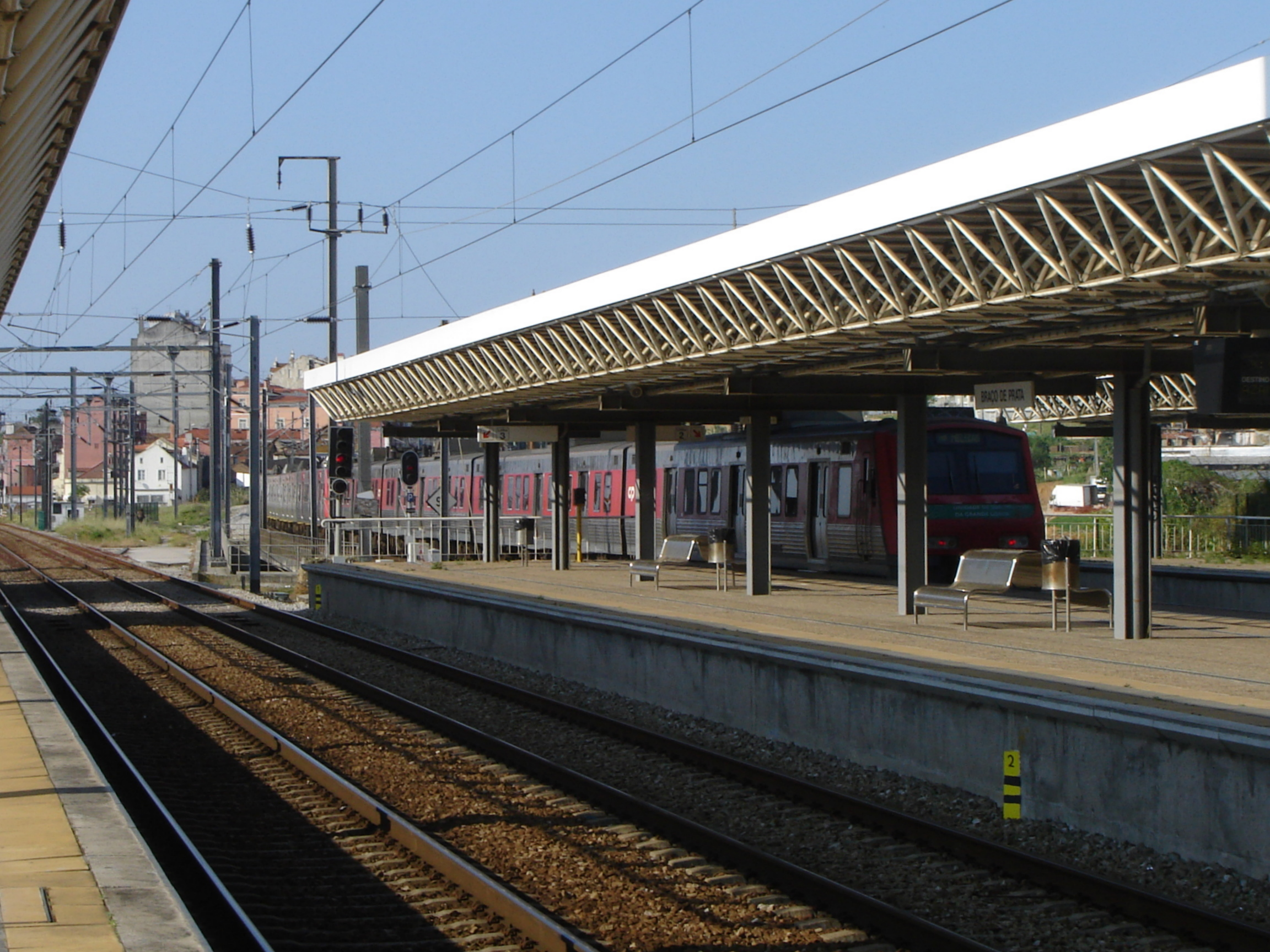
Die Bahnsteige des Bahnhofs mit einem einfahrenden Zug der Linha de Sintra

Braço de Prata ist der meistbefahrene Punkt im portugiesischen Eisenbahnnetz. Er wird von zwei Linien der CP Urbanos de Lisboa bedient.
- Die Linha de Azambuja hält hier mit ihren Zugläufen Lissabon Santa Apolónia–Azambuja und Lissabon Alcântara-Terra–Castanheira do Ribatejo
- Die Linha de Sintra hält hier mit ihren Zugläufen Mira-Sintra Meleças/Monte Abraão–Lissabon Oriente–Alverca
- Ferner passieren alle Fernverkehrszüge (Alfa Pendular, Intercitys) der Relationen Lissabon–Porto und Lissabon–Algarve den Bahnhof, jedoch ohne anzuhalten.
- Auch die Regionalzüge der Linha do Norte und Linha do Sul halten nicht im Bahnhof.

Nach der Eröffnung der TTT werden auch die Hochgeschwindigkeitszüge Madrid–Lissabon (–Porto) den Bahnhof passieren.